# Paulinho Guará
Paulo Roberto Chamon de Castillho, född 29 augusti 1979 i Sete Lagoas i Brasilien, mer känd under artistnamnet Paulinho Guará, är en brasiliansk fotbollsspelare.

## Karriär
Paulinho kom till Örgryte IS tillsammans med Afonso Alves under säsongen 2002. De blev båda starkt bidragande orsaker till Örgryte IS bästa placering sedan 1985: Örgryte tog lilla silvret 2002. Denna prestation bidrog till att dra igång Brasseboomen i Allsvenskan under mitten av 2000-talet där många spelare strax under A-lagen i Brasilien gick till Sverige och Allsvenskan för att "visa upp sig" för större europeiska klubbar.
Paulinho var en av lagets bästa anfallare och stannade kvar till 2005 då han mitt under säsongen gick till Hammarby IF. På Södermalm var han redan lite av en hjälte då hans tre mål mot AIK på Råsunda 2004 resulterat i degradering till Superettan för rivalerna. Inledningsvis gick det helt okej, men det var året därefter, 2006, som Paulinho fick sitt stora genombrott i den grönvita tröjan. Han öste in mål under våren och sommaren och det ryktades ständigt att han var på väg utomlands, men under hösten var han betydligt blekare och stundtals osynlig under matcherna. Säsongen 2006 slutade med 12 mål på 26 matcher och en andraplats i skytteligan för den brasilianske toppforwarden. I Hammarby är han ihågkommen som lite av en kultspelare, grönvita minns bland annat gärna när han avgjorde bortaderbyt mot Djurgården på Råsunda fotbollsstadion 2008 genom ett mål och en assist i andra halvlek.
Den 26 juli 2008 lånades han ut till den sydkoreanska klubben Busan I'Park i ett år. I januari 2009 blev det officiellt att Busan I'Park köpte Paulinho från Hammarby. Sejouren blev dock långt ifrån en succé och brassen gjorde bara fyra framträdanden för laget innan han återvände till Sverige.
19 mars 2010 blev det klart att den allsvenska klubben Örebro SK lånade anfallaren säsongen ut. Där blev det fem mål på 27 matcher för brassen innan han återvände till Hammarby.
9 februari 2011 blev det klart att Paulinho återvände till Hammarby IF. Med honom anslöt även Björn Runström som var Paulinhos anfallspartner under brassens förra sejour i Hammarby. Bajenfansen hade förhoppningar om att knipa en direktuppflyttningsplats, men både Guará och Runström misslyckades med att nå upp till forna höjder och Hammarby lyckades med nöd och näppe undanslippa kval till Ettan (fotboll, Sverige). Paulinho lämnade Hammarby under vintern 2012 för portugisiska Naval där han efter 13 matcher avslutade karriären. 

## Meriter
- Intern skytteligavinnare: 2003 i Örgryte IS samt 2006 och 2007 i Hammarby
- Avgjorde hemmaderbyt på Söderstadion mellan Hammarby och AIK 2006 med sitt 2-0-mål
- Avgjorde ett derby mellan Djurgården och Hammarby 2008
- Gjorde samtliga fyra mål i ÖIS 4–2-seger mot Östers IF på Gamla Ullevi i en match i Allsvenskan 2003.

## Seriematcher och mål
- 2002: 17 / 6 (i ÖIS)
- 2003: 25 / 14
- 2004: 23 / 7
- 2005: 25 / 8, varav 18 / 6 (i ÖIS) och 7 / 2 (i Hammarby)
- 2006: 26 / 12
- 2007: 25 / 9
- 2008: 17 / 6, varav 14 / 4 (i Hammarby) och 3 / 2 (i Busan I'Park)
- 2009: 4 / 0
- 2010: 27 / 5 (i Örebro)
- 2011: 26 / 3 (i Hammarby)